# Mariano Closs
Mariano Javier Closs Livieri (Buenos Aires, 6 de maio de 1970) é um jornalista e narrador esportivo argentino. Trabalha atualmente nos canais ESPN, onde apresenta o ESPN F12 e é o principal narrador de jogos da Libertadores e da Champions League. É considerado um dos melhores narradores sul-americanos.